# Ligne 112 (chemin de fer slovaque)
Pour les articles homonymes, voir Ligne 112.
La ligne 112 des chemins de fer slovaques relie Zohor à Plavecký Mikuláš.

## Histoire
La mise en service à une voie de la ligne de Zohor à Plavecký Mikuláš date du 15 novembre 1911. Le service passager a été interrompu en 2003 entre Rohožník et Plavecký Mikuláš et en 2005 entre Zohor et Rohožník.